# Volleyball-Internat Frankfurt
Der Förderverein Volleyball-Internat Frankfurt ist eine Institution in Frankfurt am Main, die jungen talentierten Volleyballern die Möglichkeit bietet, Volleyball-Sport und Schule optimal zu verknüpfen. Die Juniorenmannschaft des Internats hat ein Sonderspielrecht in der Ersten bzw. in der Zweiten Deutschen Volleyball-Bundesliga.
Das Volleyball-Internat Frankfurt wurde am 8. November 1983 mit Unterstützung der Firma Hoechst als Volleyball-Internat Frankfurt-Höchst gegründet. Es war das erste dieser Art im Deutschen Volleyball-Verband und im Ballsport überhaupt. Das Internat in Frankfurt überstand auch den Ausstieg des Namensgebers (1992) mit anschließendem Umzug an die Otto-Fleck-Schneise sowie das Installieren weiterer Internate (z. B. VC Olympia Berlin) und Stützpunkte. Das Volleyball-Internat Frankfurt brachte zahlreiche Bundesliga- und Nationalspieler wie u. a. Bernhard Hoffmann, Michael Dornheim, Axel Hager, Christian Pampel, Jochen Schöps, Christian Dünnes, Lukas Kampa, Moritz Reichert, Tobias Krick oder Noah Baxpöhler hervor.
Internationale Erfolge des Volleyball-Internats gab es mit Medaillen bei den Junioren-Europameisterschaften 1986, 1990, 2002, 2004 (jeweils Bronze), 2008 (Silber) und 2018 (Gold) sowie dem vierten Platz bei der Junioren-Weltmeisterschaft 1987. Zudem etablierten sich die Frankfurter Internatler schnell in der Bundesliga und in der Nationalmannschaft.
Heute spielt die Juniorenmannschaft des Volleyball-Internats Frankfurt in der Zweiten Liga Nord.

## Team
Das Team des Volleyball-Internats bestand in der Saison 2018/19 aus folgenden Spielern:
| Name              | Nr. | Nation      | Geburtsdatum | Größe  | Position |
| Veit Dobbertin    | 1   | Deutschland | 21.06.2001   | 180 cm | L        |
| Jan Breburda      | 8   | Deutschland | 09.02.2001   | 201 cm | MB       |
| Peer Lindemann    | 14  | Deutschland | 19.11.2001   | 205 cm | MB       |
| Melf Urban        | 4   | Deutschland | 28.06.2001   | 203 cm | MB       |
| Konstantin Hergge | 5   | Deutschland | 07.02.2001   | 200 cm | MB       |
| Justus Lembach    | 10  | Deutschland | 06.06.2001   | 195 cm | Z        |
| Jason Lieb        | 2   | Deutschland | 28.05.2001   | 190 cm | Z        |
| Marvin Knab       | 2   | Deutschland |              | 180 cm | Z        |
| Mathis Mattmüller | 12  | Deutschland | 22.05.2002   | 197 cm | AA       |
| Aaron Neumann     | 9   | Deutschland | 16.08.2002   | 192 cm | AA       |
| Kjell Molzen      | 3   | Deutschland | 10.01.2001   | 200 cm | AA       |
| Ben Bierwisch     | 7   | Deutschland | 20.05.2002   | 198 cm | AA       |
| Ben Stoverink     | 6   | Deutschland | 06.04.2001   | 197 cm | AA       |
| Pascal Eichler    | 13  | Deutschland | 18.07.2002   | 203 cm | D        |
| Simon Torwie      | 11  | Deutschland | 01.11.2001   | 205 cm | D        |